# Ordine della Chiave d'Oro
L'Ordine della Chiave d'Oro fu un ordine cavalleresco dell'Impero Asburgico.
Gentiluomo e Cavaliere delle Chiavi d'Oro era il titolo che veniva dato in alcune corti, corte imperiale, corte spagnola, corte del re di Napoli, ai ciambellani e gentiluomini di Camera, che ricevevano una o due chiavi d'oro. Sulla chiave erano impresse le iniziali V.R.S., che stavano per Vitae Regis Securitas.

## Insigniti notabili
- Giulio Barbolani dei Conti di Montauto (circa 1585 – 1641), ammiraglio dei cavalieri di Santo Stefano
- Giovan Battista Belmonti Stivivi (1750-1800), cavaliere dell’Ordine Gerosolimitano e ciambellano dell’Imperatore d’Austria; ambasciatore plenipotenziario della Repubblica Cisalpina presso il Granducato di Toscana.
- Stefano Orsetti,[4] (1688-1720), sergente generale di battaglia e poi maggiore generale nell'esercito di Eugenio di Savoia[5]
- Luigi Pio di Savoia (1674–1755), all'epoca dell'investitura, duca di Nocera, gentiluomo di camera dell'imperatore Carlo VI, colonnello effettivo del nuovo reggimento navale, «sergente generale di battaglia» e membro di diritto del consiglio di guerra.[6]
- Sforza Giuseppe Sforza Cesarini, III principe di Genzano (1705-1744), ambasciatore[7]
- Giambattista Spinola (1615-1704), cardinale, insignito nel 1665[8]